# Sito archeologico

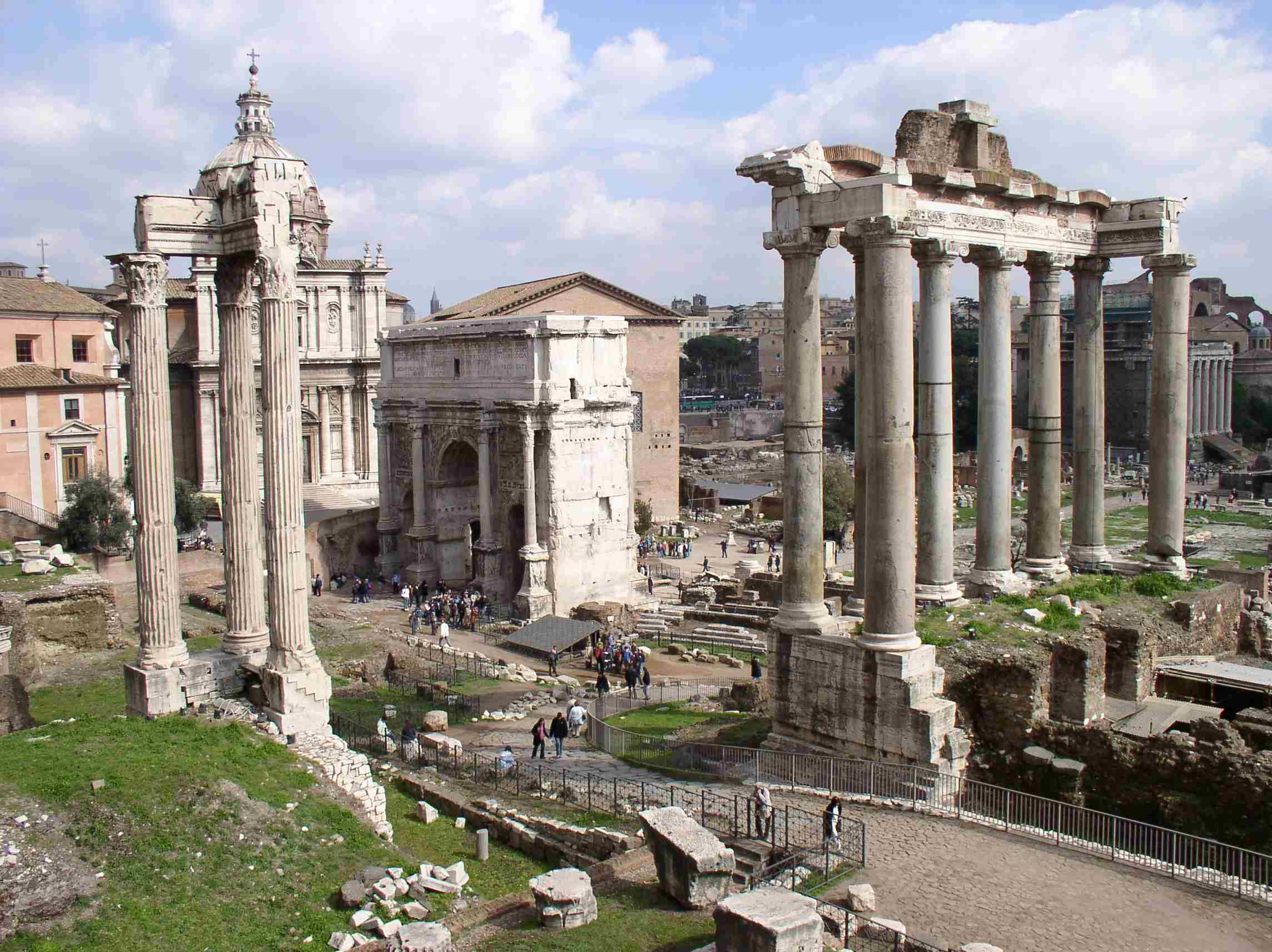
Il Foro Romano (Roma, Italia), uno tra i più celebri siti archeologici del mondo.

Un sito archeologico è un luogo (o un gruppo di luoghi) in cui si conservano tracce dell'attività umana del passato - sia preistorico, storico o contemporaneo - e che è o è stato indagato attraverso l'impiego di metodologie archeologiche. 

## Storia
In origine il termine indicava un luogo di interesse per l'archeologia, soprattutto di carattere monumentale visibile ad occhio nudo. In seguito, in particolare nel secondo dopoguerra, grazie all'evoluzione delle tecniche di indagine archeologica come l'aerotopografia e la ricognizione vengono individuati nuovi siti invisibili in precedenza. Il significato del termine indica quindi una traccia di età umana di qualsiasi epoca o funzione.
Con l'affermarsi dell'archeologia processuale - la cosiddetta New Archaeology - si è tentato di adottare criteri quantitativi per definire un sito archeologico, ad esempio valutando la densità dei materiali di superficie. Tuttavia il rischio di ottenere risultati arbitrari ha portato nel tempo a non praticare questa tecnica o a valutare una densità relativa alla media locale.

## Nel mondo

### Italia
La legislazione italiana dei beni culturali non prevede una definizione di sito archeologico, ma il codice dei beni culturali e del paesaggio annovera tra i beni culturali oggetto di tutela tutte le cose immobili che presentano interesse artistico, storico, archeologico o etnoantropologico (art. 10, Beni culturali).
Inoltre, tale codice definisce (art. 101, Istituti e luoghi della cultura):
1. Area archeologica: è « un sito caratterizzato dalla presenza di resti di natura fossile o di manufatti o strutture preistorici o di età antica »;
2. Parco archeologico: è « un ambito territoriale caratterizzato da importanti evidenze archeologiche e dalla compresenza di valori storici, paesaggistici o ambientali, attrezzato come museo all'aperto ».